# J.J. Band
J.J. Band – polska grupa bluesowa. Zespół powstał w sierpniu 2001. W tym miesiącu wokalista i gitarzysta grupy, Jacek Jaguś (od którego inicjałów pochodzi nazwa zespołu), wziął udział w warsztatach bluesowych Blues nad Bobrem w Bolesławcu, gdzie poznał harmonijkarza Bartka Łęczyckiego, któremu zaproponował udział we własnym projekcie.
W 2002 zespół wystąpił na kilku festiwalach bluesowych, zdobywając Grand Prix festiwalu Olsztyńskie Noce Bluesowe oraz Festiwalu Muzycznego im. Ryszarda Riedla w Tychach.
W 2003 ukazała się debiutancka płyta zespołu Good Day For The Blues.
Grupa wielokrotnie brała udział w szeregu głównych festiwali bluesowych w Polsce, takich jak m.in.: Rawa Blues Festival, Olsztyńskie Noce Bluesowe, Festiwal Muzyczny im. Ryszarda Riedla, Jesień z Bluesem, Bluestracje, Blues nad Bobrem.

## Skład
- Jacek Jaguś - gitara, śpiew
- Bartosz Łęczycki - harmonijka ustna
- Andrzej Stagraczyński - gitara basowa
- Piotr Michalak - instrumenty klawiszowe
- Bartosz Niebielecki - perkusja

## Dyskografia
- Good Day For The Blues (Omerta.Art, 2003)
- Searchin' For The Blues (Omerta.Art, 2004)
- JJ Band LIVE! on Blues Colours Festival 2006 (2008)
- Blues (GutMusic Records, 2010)

Dyskografię zespołu uzupełnia bootleg Feelin' Alright. JJ Band Live in Ostrzeszów oraz utwory wydane na kompilacji Skazani na bluesa (Omerta.Art, 2002).